# Daitōjuku

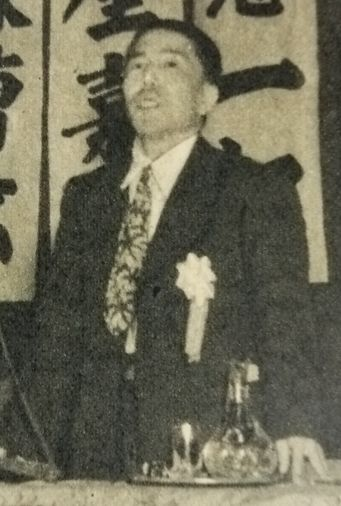
Kageyama 1953

Daitōjuku (japanisch 大東塾, etwa „Schule des Großen Osten“) ist eine Einrichtung einer japanischen ultranationalen Organisation, die von April 1939 – mit Unterbrechung nach Ende des Pazifikkriegs –  bis heute existiert.

## Übersicht
Die Daitōjuku, eine Lehranstalt, wurde 1939 von dem Nationalisten Kageyama Masaharu (影山 正治; 1910–1979) gegründet. Kageyama hatte sich der rechtslastigen Partei „Dai Nihon Seisantō“ (大日本生産党) angeschlossen und war 1933 im Zusammenhang mit dem Shimpeitai-Zwischenfall verhaftet worden.
Nach seiner Freilassung gab Kageyama seiner bisherigen Privatschule „Ishinryō“ (維新寮), die hauptsächlich aus Schülern seiner Alma Mater, der Kokugakuin-Universität, bestand, in „Daitōjuku“ umbenannte. Sie war gedacht für das Studium der Glaubensrichtung Shintō und der Grundlagen des Japonismus (日本主義). Während der Zeit des Pazifikkriegs erfuhr die Schule staatliche Herabsetzung für ihre Kritik an den Führern während des Pazifikkrieges, darunter auch an Premierminister Tōjō Hideki (1884–1948).
Am 25. August 1945, zehn Tage nach Kriegsende, nahmen Kagayamas Vater, Kageyama Shōhei, und 13 weitere Mitglieder sich in Form des Seppuku das Leben. Die Daitōjuku wurde von den Besatzungsmächten geschlossen, wurde dann im April 1954 von Kageyama wieder eröffnet. Sie führt jetzt den Namen „Daitōkan“ (大東館) und veröffentlicht die Monatszeitschrift „Fuji“ (不二).